# Johan van Hulstbrug
De Johan van Hulstbrug (brug 233) is een vaste welfbrug in Amsterdam-Centrum. Ze is alleen toegankelijk voor voetgangers.
De natuurstenen brug met gietijzeren leuning, genummerd 233, is gelegen in het Doctor D.M. Sluyspad en overspant de verbinding tussen de vijver van de Hortus Botanicus Amsterdam en de Nieuwe Herengracht. De brug zorgt voor de verbinding tussen de eigenlijk tuin en de Overtuin.
Zij stond een tijd lang bekend als de Westelijke Hortusbrug en Victoria regiabrug, wijzend op de Victoria regia die al sinds 1859 gehouden wordt in de Hortus (tot 2002 in een kas waartoe de brug leidt, daarna in een verwarmde vijver). In 2016 hield de Gemeente Amsterdam een controle binnen de officieuze tenaamstellingen van bruggen in de stad. Er was toen onvoldoende animo om de officieuze tenaamstelling officieel te maken, noch volgde een officiële vernoeming. 
Het monumentenregister omschreef de brug in 2017 als zijnde een vaste boogbrug met gietijzeren balustraden gedragen door spanten, die met bruglichaam steunt op opgemetselde landhoofden. Het loopdek is belegd met straatklinkers. De brugleuningen worden gedragen door vierkante geprofileerde pijlers met aan het begin en eind van de leuningen twee triglieven (in totaal dus acht) met daarop bolvormige versieringen. 
In januari 2018 kreeg ze haar nieuwe naam Johan van Hulstbrug, vernoemd naar Johan van Hulst, die in de hoedanigheid van directeur van de Hervormde kweekschool met anderen zo'n zeshonderd Joodse baby’s en jonge kinderen redde uit de Hollandsche Schouwburg. Bij de naamgeving van de brug week de gemeente af van de regel dat vernoemingen naar personen alleen mocht plaatsvinden als de desbetreffende persoon ten minste al vijf jaar overleden was. De naam was in december 2016 vergeven aan brug 232, maar dit werd in 2018 gecorrigeerd.    

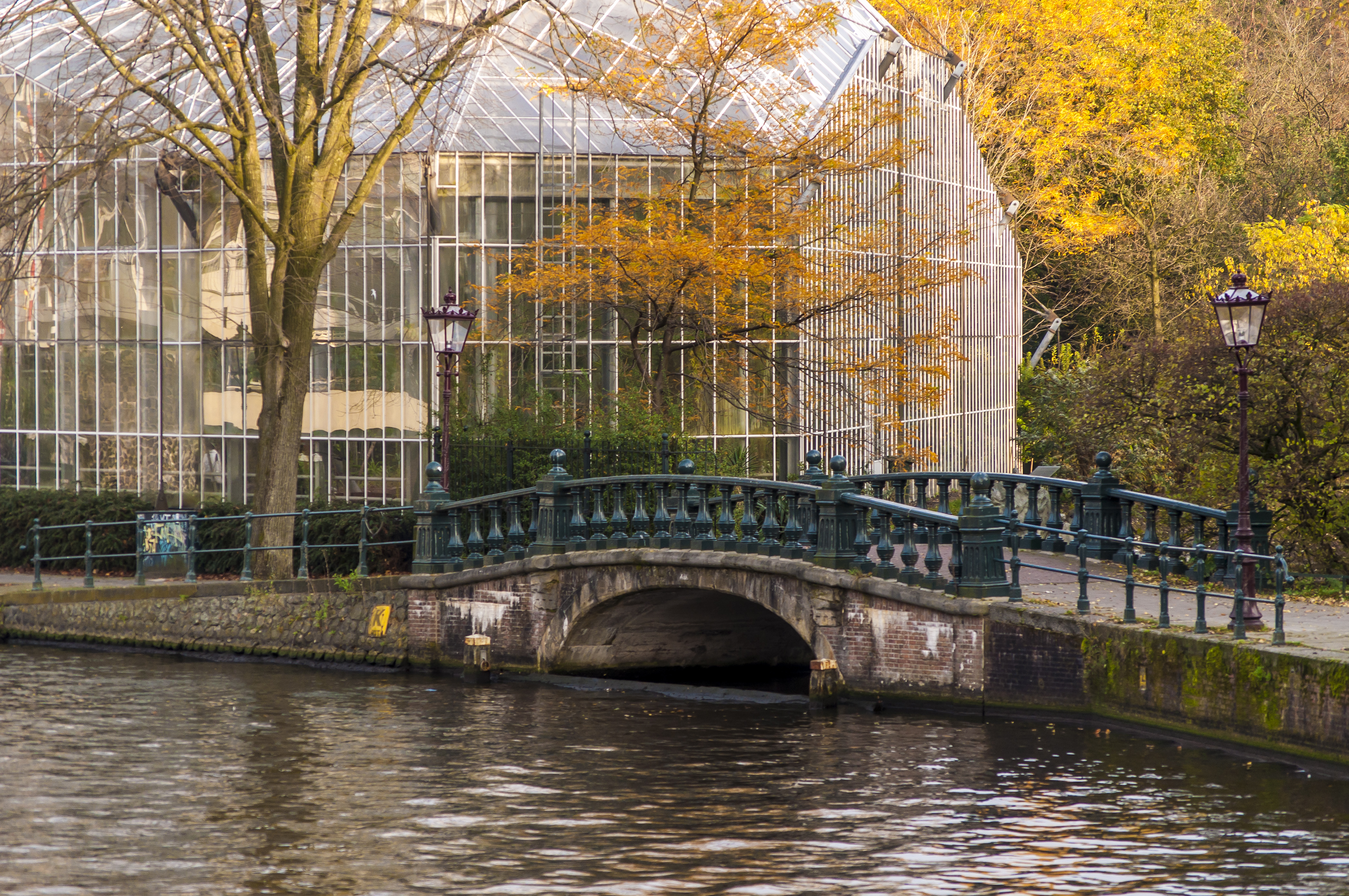
Brug in 2011

<<< · 200 · 201 · 202 · 203 · 204 · 205 · 206 · 207 · 208 · 209 ·  210 · 211 · 212 · 213 · 214 · 215 · 216 · 217 · 218 · 220 · 221 · 222 · 223 · 224 · 225 · 226 · 227 · 228 · 228P · 229 · 230 · 231 · 232 · 233 · 234 · 235 · 236 · 237 · 238 · 239 ·  240 · 241 · 242 · 243 · 244 · 245 · 246 · 247 · 248 · 249 ·  250 · 251 · 252 · 253 · 254 · 255 · 256 · 257 · 258 · 259 · 260 · 261 · 262 · 263 · 264 · 265 · 266 · 267 · 270 · 271 · 272 · 273 · 274 · 275 · 277 · 278 · 279 · 280 · 281 · 283 · 285 · 286 · 287 · 288 · 289 · 290 · 291 · 292 · 293 · 295 · 296 · 297 · 298 · 299 · >>>
Brugnummers 219, 268, 269, 276, 282, 284, 294 zijn niet (meer) in omloop.